# Río Inírida
El río Inírida es un río de Colombia, un afluente del río Guaviare y uno de los ríos más importantes que baña el departamento del Guainía. Es un río de aguas de color negro que tiene una longitud de 1300 km de los que 1000 son navegables para embarcaciones de pequeño calado (aunque tiene algunas cascadas y raudales en la parte media y alta).
Nace en la serranía de Tuhaní, a unos 25 km del cerro Pintado, en la mitad de las llanuras del departamento de Guaviare y a unos 100 km de la capital de este departamento.
Su desembocadura queda en el departamento de Guainía, a unos 25 km de la frontera con Venezuela. Al desembocar en el río Guaviare, pierde su color oscuro, producido por residuos vegetales, para tornarse amarillento. 25 kilómetros más adelante aparece la triple confluencia de los ríos Orinoco, Atabapo y Guaviare, en la frontera con Venezuela, frente a la población de San Fernando de Atabapo en el estado Amazonas de Venezuela.
Pasa por los centros poblados: La Paz (El Retorno), Tomachipán (San José de Guaviare), Morichal Viejo (El Retorno), Garza (Guainía), Venado y Remanso (Inírida) hasta llegar a la capital del departamento de Guainía: Puerto Inírida.